# Educació a l'Uruguai
L'educació a l'Uruguai és obligatòria per un total de deu anys, començant per l'educació primària, laïca i gratuïta, i acabant amb l'educació terciària o superior.

## Generalitats
La població té accés a educació gratuïta des del primer nivell d'ensenyament preescolar fins a la graduació a la universitat. El país té una universitat pública, la Universitat de la República, la qual se subdivideix en 14 facultats i serveis annexos. Aquesta oferta es veu complementada per institucions d'educació privada que abasten des de l'educació preescolar fins a la terciària.
Cal destacar a més que l'Uruguai va ser precursor en matèria d'educació preescolar a Amèrica Llatina, com a resultat de la tasca pionera d'Enriqueta Compte y Riqué, qui va fundar el primer jardí d'infants el 1892; actualment, l'educació preescolar també és obligatòria.
Un dels assoliments més importants de l'ensenyament a l'Uruguai és l'alt índex d'alfabetització, ja que, segons The World Factbook, l'índex d'alfabetisme es troba en 98%, el més alt d'Amèrica Llatina, seguit per l'Argentina (97,1%) i Cuba (97,0%). Aquestes dades es veuen confirmades en l'Informe sobre Desenvolupament Humà de 2005 realitzat pel programa de Nacions Unides per al Desenvolupament, en el qual l'Uruguai manté la seva posició al capdavant d'Amèrica Llatina pel que fa a l'alfabetització amb el 97,7% de la població, seguit novament per l'Argentina (97,2%) i per Cuba (96,9%).
Recentment, el país va ser el primer del món a donar un ordinador portàtil a tots els alumnes i mestres d'educació primària (vegeu Pla Ceibal).

## Estadístiques sobre educació
Alfabetisme (est. 2003):
- Població total: 98%
- Homes: 97,6%
- Dones: 98,4%

Taxa neta d'inscripció escolar:
- Primària total: 93%
- Homes: 93%
- Dones: 93%

Secundària:
- Homes: 77%
- Dones: 92%

Universitat: 35% 
Docents de primària: un cada 21 estudiants.

## Universitats públiques

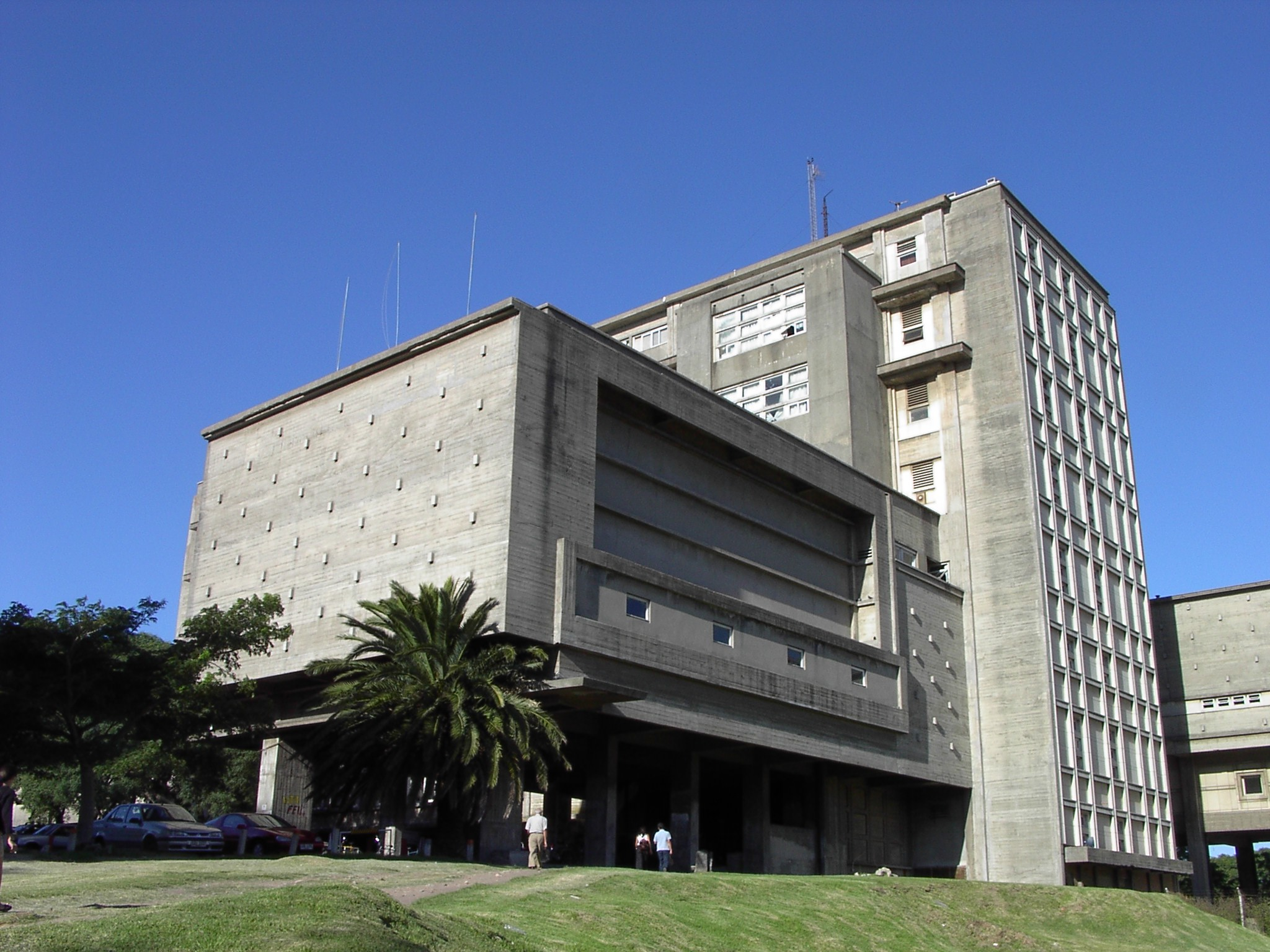
Facultat d'Enginyeria (disseny de Julio Vilamajó).

En l'àmbit públic, l'única universitat a l'Uruguai és la Universitat de la República (UdelaR), dedicada als títols professionals. Per oferir carreres terciàries i tècniques es troba la Universitat del Treball de l'Uruguai (UTU).

## Universitats privades
Uruguai té 4 universitats privades. Des de 1985 comencen a fundar-se, essent la Universitat Catòlica de l'Uruguai la primera d'elles.
- Universitat Catòlica de l'Uruguai (UCUDAL)
- ORT Uruguai (ORT)
- Universitat de Montevideo (UM).
- Universitat de l'Empresa (UDE)